# Mexikói iszapteknős
A mexikói iszapteknős (Kinosternon integrum) a hüllők (Reptilia) osztályába  és a teknősök (Testudines) rendjébe és az iszapteknősfélék (Kinosternidae) családjába tartozó faj.

## Előfordulása
Mexikó területén honos.

## Megjelenése
Ovális páncélja 20 centiméter.

## Külső hivatkozás
- Képek az interneten a fajról